# وولا گووووسکا
وولا گووووسکا (به لاتین: Wola Gułowska) یک روستا در لهستان است که در گمینا اداموو (شهرستان ووکوف) واقع شده‌است. وولا گووووسکا ۳۶۰ نفر جمعیت دارد.